# Ponta Careta Tuto
Ponta Careta Tuto ist ein Kap an der Ostküste der osttimoresischen Insel Atauro, die der Landeshauptstadt Dili vorgelagert ist. Das Kap liegt zwischen den Dörfern Ilicnamo und Watupo in der Aldeia Ilicnamo (Suco Biqueli).